# Lluita grecoromana
La lluita grecoromana és un esport en el qual cada participant intenta vèncer al seu adversari amb claus i projeccions utilitzant, tan sols, la part superior del cos. L'objectiu consisteix a guanyar el combat fent caure el contrincant a terra i mantenint les seves dues espatlles tocant el tapís o guanyant per puntuació mitjançant la valoració de les tècniques i accions aplicades sobre l'adversari. Està prohibit l'ús actiu de les cames en l'atac, així com atacar les cames del contrari.
La lluita grecoromana, juntament amb la lluita lliure olímpica i a la seva variant femenina (la lluita femenina) se les denomina lluites olímpiques, atès que són presents en els Jocs Olímpics.

## Història olímpica
La lluita és un esport molt practicat des de l'antiguitat. En el 1848, un francès anomenat Exbrayat, un antic soldat de Napoleó, que tenia una barraca de fira, creà la norma de no realitzar preses per sota del maluc.Aquest serà l'origen de la Lluita grecoromana (nomenada aleshores "Lluita Francesa" o "Lluita a mans planes"). L'italià Basilio Bartoletti fou qui posà el nom de Grecoromana.
En la restauració d'aquesta disciplina en els primers Jocs Olímpics de l'era moderna d'Atenes l'any 1896, es va considerar important que la lluita fos inclosa des d'un punt de vista històric. Convertint-se en un dels elements centrals dels Jocs. La lluita grecoromana es percebia com la veritable reencarnació de la lluita grega i la lluita romana de l'antiguitat.
La lluita lliure s'acceptà en els Jocs Olímpics en la sessió del COI celebrada a París l'any 1901. Les primeres proves olímpiques van tenir lloc en els Jocs Olímpics d'estiu de 1904 a Sant Louis, Estats Units. Els oficials olímpics van decidir afegir aquesta nova disciplina.
El 1912, a Suècia, es fundà la FILA (Federació Internacional de Lluites Associades) que és l'organisme que dirigeix aquest esport. En l'actualitat, la Federació Russa domina en lluita, particularment en grecoromana, però superada pels Estats Units en lluita lliure. A la cua dels països d'on surten lluitadors de nivell internacional figuren l'Iran, Turquia i Mongòlia, on la lluita és l'esport nacional. Pels Jocs Olímpics de Sidney 2000, es va reformar el programa de lluita. Des del 1972, la lluita es dividia en deu categories de pes en els dos estils. En els Jocs de Sidney es van presentar, tan sols, vuit categories de pes en cada estil. Els pesos també van canviar lleugerament i s'eliminà la categoria més lleugera, nomenada pes semi mosca.
La reducció del nombre de categories de 10 a 7, en LL i en GR, va permetre la introducció de la lluita femenina amb quatre categories de pes en es Jocs Olímpics d'Atenes 2004, malgrat que en els campionats del món, igual que les altres categories, es disputen 7 pesos. El primer campionat del món de lluita grecoromana fou a Viena, l'any 1904, i el primer de lluita lliure va tenir lloc a Helsinki, l'any 1951.
Disset països van compartir les medalles de lluita lliure en els Jocs Olímpics de 1996, Atlanta. Van ser 15 a Sidney i 17 en Atenes.

## Reglament
El reglament és pràcticament el mateix per a les tres modalitats de Lluites Olímpiques amb l'excepció de la no utilització de les cames en la Lluita Grecoromana.

### El tapís
La lluita es disputa sobre un tapís quadrat de 12x12 metres dividit en dues zones. La superfície de combat és un cercle de 9 m de diàmetre dividit, a la vegada, en dues zones, la central de lluita (color groc), que és un cercle de 7 m de diàmetre; i la zona de passivitat, al voltant de la zona central, d'1 m de grossor (color vermell); la superfície de protecció és l'àrea d'entre la superfície de combat i el límit del tapís.

### Vestimenta
Els esportistes vesteixen un mallot d'una sola peça de color blau o vermell amb unes botes que envoltin els turmells, però sense tacó ni objectes metàl·lics.

### Categories de pes i edat
- Les 7 categories de pes per séniors 8+18) són: 50–55 kg; 60 kg; 66 kg; 74 kg; 84 kg; 96 kg; 96–120 kg.
- Les 8 categories de pes per als juniors (17,18,19,20) són: 46–55 kg; 55 kg; 60 kg; 66 kg; 74 kg; 84 kg; 96 kg; 96–120 kg.
- Les 10 categories de pes per als cadets (15, 16, 17) són: 39–42 kg; 46 kg; 50 kg; 54 kg; 58 kg; 63 kg; 69 kg; 76 kg; 85 kg; 85–100 kg.
- Les 10 categories de pes pels escolars (13, 14, 15) són: 29–32 kg; 35 kg; 38 kg; 42 kg; 47 kg; 53 kg; 59 kg; 66 kg; 73 kg; 73–85 kg.

### Cos arbitral
A cada combat, el cos arbitral està compost per 3 jutges o àrbitres. L'àrbitre dirigeix i puntua el combat des de l'interior del tapís, dirigint-se directament als lluitadors. El jutge, des de l'exterior i segut en una cadira, observa l'acció i puntua les accions independentment de l'àrbitre. El jutge de tapís, des de la taula principal, coordina les decisions preses per l'àrbitre i el jutge, i en el cas que no coincideixin, pren partit per un o per altre per, d'aquesta forma, obtenir la puntuació final.

### El combat. Tipus de victòries
Cada combat està dividit en 3 períodes independents de 2 minuts cadascun, amb un descans de 30 segons entre ells.
A diferència de la modalitat de Lliure, en lluita grecoromana cada període es divideix en 3 parts. Una primera part d'un minut en la qual els lluitadors comencen de peu, i dues parts de 30 segons cadascuna, on cada lluitador comença en una posició ordenada en el terra.